# Іоанна (графиня Фландрії)

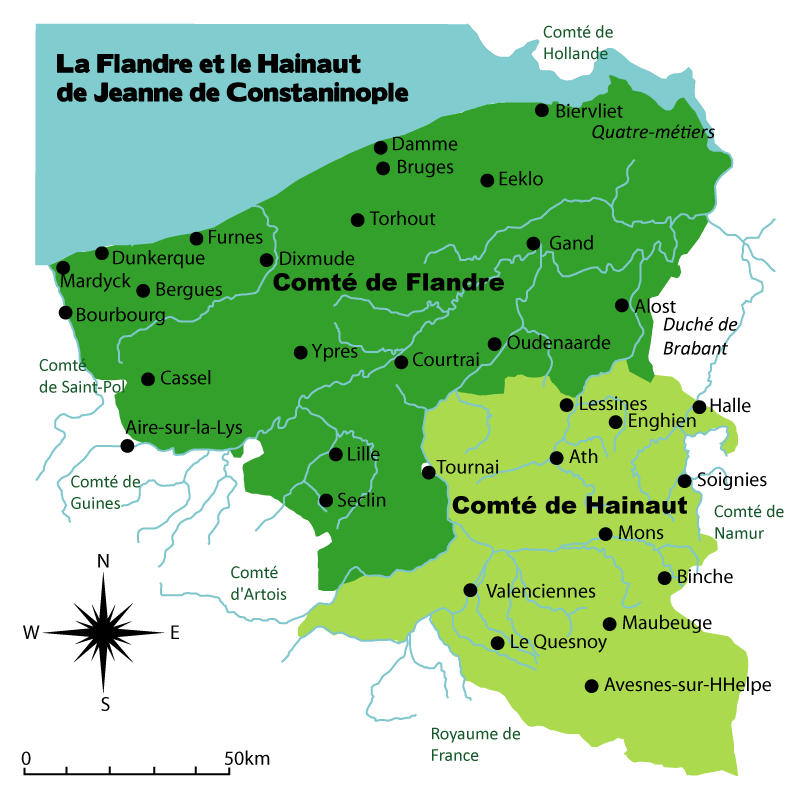
Фландрія і Ено в часи правління Іоанни Константинопольської.

Іоанна Константинопольська (фр. Jeanne de Constantinople; бл. 1200 — 5 грудня 1244) — старша з двох дочок імператора Константинополя Балдуїна I і його дружини Марії Шампанської, котра правила графствами Фландрією і Ено починаючи з 1205 року впродовж 39 років.

## Біографія
Коли Іоанна була зовсім дитиною (рік народження невідомий), її батьки вирушили в Четвертий хрестовий похід, де батько був обраний імператором Константинополя. Через рік він помер у болгарській темниці, і опіка над Іоанною була довірена його брату — маркграфу Філіпу Намюрському. Той, однак, попри похилий вік, заручився з дочкою короля Філіпа II Августа і передав опіку над двома дівчатками тестю.
Філіп Август, будучи першим шлюбом одружений з тіткою Іоанни, сподівався повернути колись відвойований у нього Балдуїном посаг (включаючи Артуа), однак потреба в коштах змусила його продати опікунство над Фландрськими спадкоємицями своєму родичу, «великому» Енгеррану де Кусі, який, мабуть, розраховував з часом взяти одну з них в дружини.
Після декількох раундів придворних інтриг рука Іоанни була запропонована синові португальського короля Саншу I — інфанту Фердинанду. Той у січні 1212 прибув в Париж, де вони обвінчалися, проте повернутися до Фландрії змогли не раніше, ніж відмовилися від прав на Артуа на користь французького кронпринца Людовика (майбутнього Людовика VIII). З метою повернути Артуа молодята відновили союз з англійським королем Іоанном Безземельним і імператором  Оттоном IV.
В битві при Бувині (1214 рік) англо-фламандсько-німецька коаліція була повалена, а Фердинанд на 12 років потрапив у полон до французів. Протягом цього часу Іоанна правила одна, конфліктуючи із сестрою щодо подальшої долі трону.
У 1225 році під Фландрією об'явився самозванець, який видавав себе за її батька, і підняв знедолених голодом селян на повстання, яке вдалося придушити за допомогою французького короля.

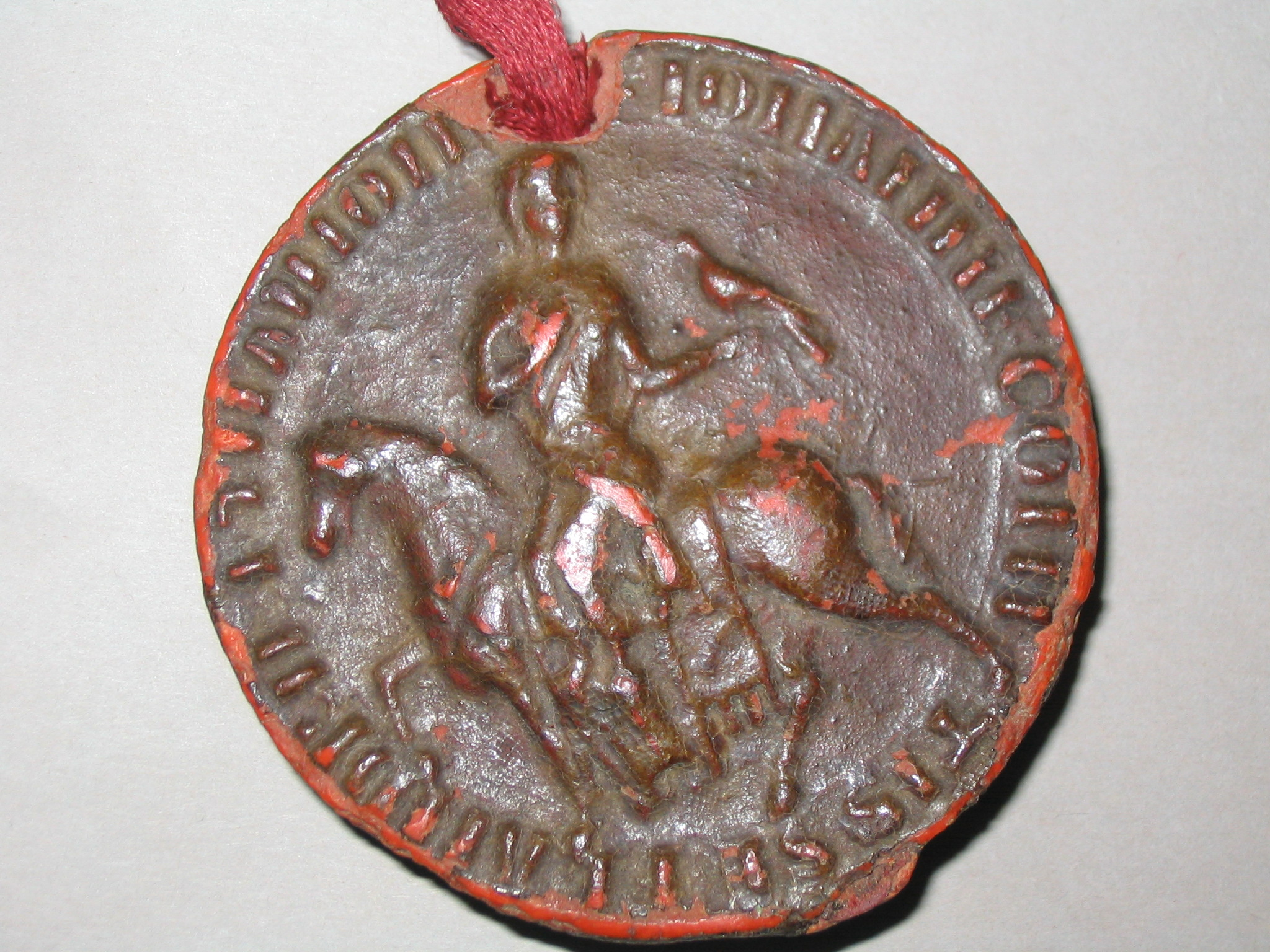
Печатка Іоанни

У 1230 році Фердинанд був відпущений французами геть, і незабаром Іоанна народила дочку. Батьки обіцяли її руку графу Артуа (брату Людовика IX), сподіваючись тим самим знову з'єднати Фландрію, Ено і Артуа в єдиній державі. В 1233 році, проте, Фердинанд помер, а слідом за ним і дочка Іоанни. Вона, мабуть, ще перебувала в дітородному віці і поспішно уклала шлюб з Фомою Савойським, однак дітей у цьому шлюбі не було.
Після смерті Іоанни в 1244 році її володіння дісталися сестрі Маргариті, а потім — її дітям: Фландрію успадковував її син від другого шлюбу з роду Дамп'єрр, а Ено — син від першого, з роду лицарів Авен. В середині XIV століття і Ено, і Голландія перейшли через династичний шлюб до Віттельсбаха.
У 2005 році було оголошено про виявлення гробниці Іоанни на місці заснованого нею абатства поблизу Лілля. Під час додаткових розкопок, проведених в 2007 році, її рештки не були там знайдені.